# 高凌霨臨時內閣
高凌霨臨時內閣開始於民國12年（1923年）10月12日，結束於民國13年（1924年）1月12日。
1923年10月，曹錕賄選成功，當選大總統，並且於10月10日就職。競選期間，眾議院議長吳景濂為曹錕出了很多力，吳景濂同時也力圖爭取成功曹錕就任大總統後的首任內閣總理，但是曹錕不喜歡吳景濂，於是任命高凌霨繼續代理總理。
在孫寶琦的指示下，吳景濂指使津派的議員在國會上以金佛郎案攻擊財政總長王克敏，使高凌霨也受到牽連。最終在1924年4月9日眾議院通過孫寶琦內閣的同意案，高閣即於三天後結束。

## 內閣成員
| 職位     | 姓名   | 備注                     |
| -------- | ------ | ------------------------ |
| 國務總理 | 高凌霨 | 代理                     |
| 外交總長 | 顧維鈞 |                          |
| 內務總長 | 高凌霨 | 兼任                     |
| 財政總長 | 張弧   |                          |
| 財政總長 | 王克敏 | 署理，1923年11月12日繼任 |
| 陸軍總長 | 金紹曾 | 代理                     |
| 海軍總長 | 李鼎新 |                          |
| 司法總長 | 程克   |                          |
| 教育總長 | 黃郛   |                          |
| 農商總長 | 袁乃寬 |                          |
| 交通總長 | 吳毓麟 |                          |